# Sigmodon leucotis
Sigmodon leucotis là một loài động vật có vú trong họ Cricetidae, bộ Gặm nhấm. Loài này được Bailey mô tả năm 1902.